# Liste der Biografien/Zaf
Liste der Biografien |
Portal Biografien |
Personensuche
# |
A |
B |
C |
D |
E |
F |
G |
H |
I |
J |
K |
L |
M |
N |
O |
P |
Q |
R |
S |
T |
U |
V |
W |
X |
Y |
Z |
?
 
Za |
Zb |
Zc |
Zd |
Ze |
Zf |
Zg |
Zh |
Zi |
Zj |
Zk |
Zl |
Zm |
Zn |
Zo |
Zr |
Zs |
Zu |
Zv |
Zw |
Zy |
Zz
 
Zaa |
Zab |
Zac |
Zad |
Zae |
Zaf |
Zag |
Zah |
Zai |
Zaj |
Zak |
Zal |
Zam |
Zan |
Zao |
Zap |
Zaq |
Zar |
Zas |
Zat |
Zau |
Zav |
Zaw |
Zax |
Zay |
Zaz
Die Liste der Biografien führt alle Personen auf, die in der deutschsprachigen Wikipedia einen Artikel haben. Dieses ist eine Teilliste mit 38 Einträgen von Personen, deren Namen mit den Buchstaben „Zaf“ beginnt.

## Zaf

### Zafa
- Zafadola, Herrscher (Hadiden)
- Zafar Imam (* 1947), Politiker in Bangladesch
- Zafar, Faiza (* 1996), pakistanische Squashspielerin
- Zafar, Madina (* 1998), pakistanische Squashspielerin
- Zafar, Wasi (1949–2021), pakistanischer Politiker
- Zafarin, Dave (* 1978), niederländischer Fußballspieler
- Zafariy, Gʻulom (* 1889), usbekischer Schriftsteller

### Zafe
- Zafeiris, Christos (* 2003), norwegisch-griechischer Fußballspieler
- Zafer, Casper (* 1974), britischer Schauspieler ukrainischer HerkunftCasper Zafer (* 1974)

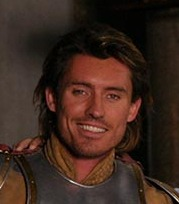
Casper Zafer (* 1974)

- Zafer, David (1934–2019), kanadischer Geiger, Dirigent und Musikpädagoge englischer Herkunft
- Zafer, Haydar (1927–1994), türkischer Ringer
- Zafer, Nurettin (1920–1992), türkischer Ringer
- Zafer, Rahim (* 1971), türkischer Fußballspieler und -trainer
- Zafer, Yılmaz (1956–1995), türkischer Schauspieler
- Zaferes, Katie (* 1989), US-amerikanische Triathletin

### Zaff
- Zaff, Lisa (* 1988), österreichische Skibobfahrerin
- Zaff, Nicolaus der Ältere, Schweizer reformierter Geistlicher und Mediziner
- Zaff, Nicolaus der Jüngere, Schweizer reformierter Geistlicher
- Zaff, Saturnin (1636–1707), Schweizer reformierter Geistlicher und Pädagoge
- Zaffarano, Marco (* 1970), deutscher Techno-DJ und -Produzent
- Zaffaroni, Alejandro (1923–2014), uruguayisch-amerikanischer Biochemiker, Biotechnologe und Unternehmer
- Zaffaroni, Pablo (* 2001), argentinischer Stabhochspringer
- Zafferani, Andrea (* 1982), san-marinesischer Politiker, Regierungschef von San Marino
- Zafferani, Grazia (* 1972), san-marinesische Politikerin
- Zafferani, Rosa (* 1960), san-marinesische Politikerin, Staatsoberhaupt von San Marino
- Zafferani, Tommaso (* 1996), san-marinesischer Fußballspieler
- Zaffino, Jorge (1960–2002), argentinischer Comiczeichner
- Zaffron, Ivan (1807–1881), kroatischer Priester, Bischof von Sibenik und von Dubrovnik

### Zafi
- Zafimahova, Norbert (1913–1974), madagassischer Politiker und Staatssekretär
- Zafir, az- (1133–1154), zwölfter Kalif der Fatimiden (1149–1154)
- Zafirakou, Andria (* 1978), Lehrerin und Autorin
- Zafiriou, Marianthi (* 1994), griechische Sportgymnastin
- Zafiu, Mihai (* 1949), rumänischer Kanute

### Zafk
- Zafke, Hubert (1920–2018), deutscher Sanitäter und SS-Unterscharführer

### Zafo
- Zafoschnig, Ulrich (* 1966), österreichischer Politiker (ÖVP)

### Zafr
- Zafred, Mario (1922–1987), italienischer Komponist

### Zafy
- Zafy, Albert (1927–2017), madagassischer Politiker, Präsident Madagaskars (1993–1996)

### Zafz
- Zafzaf, Mohamed (1942–2001), marokkanischer Schriftsteller